# Carlos María Lugo
Carlos María Lugo Aquino (Asunción, 30 maggio 1976) è un ex calciatore paraguaiano, di ruolo difensore.

## Palmarès

### Club

#### Competizioni internazionali
- Coppa Sudamericana: 1

Cienciano: 2003
- Recopa Sudamericana: 1

Cienciano: 2004